# Лужская оперативная группа
Лужская оперативная группа, с 23 июля 1941 года Лужский участок обороны, с 25 августа 1941 года Южная оперативная группа —  оперативное войсковое объединение в составе Вооружённых Сил СССР во время Великой Отечественной войны.

## Формирование
Лужская оперативная группа сформирована 6 июля 1941 года по решению военного совета Северного фронта, оформленному приказом № 49 от 6 июля 1941 года для прикрытия юго-западных подступов к Ленинграду за счёт части войск Северного фронта.

## Боевой путь
В составе действующей армии с 6 июля 1941 года по 23 июля 1941 года как Лужская оперативная группа, с 23 июля 1941 по 25 августа 1941 года как Лужский участок обороны и с 25 августа 1941 по 16 сентября 1941 года как Южная оперативная группа Ленинградского фронта.
По формировании начала занимать 276-километровый Лужский рубеж обороны от Нарвского залива через Кингисепп, затем по реке Луге, далее выступом на запад обходящий Лугу и достигающий на юго-востоке озера Ильмень. Рубеж был достаточно хорошо подготовлен: были построены оборонительные сооружения протяжённостью 175 километров, при глубине 10-15 километров, в том числе: 94 километра противотанковых рвов, 160 километров эскарпов, 570 дотов и дзотов.
Главная оборонительная полоса (Лужский оборонительный рубеж) проходила в полосе от Финского залива до совхоза Муравейно по правому берегу реки Луга, затем через населённые пункты Красные Горы, Дарьино, Лесково, Смерди, Стрешево, Снежицы, затем от Снежицы до Овсины опять по правому берегу реки Луга, далее через населённые пункты Ожогин Волочок, Уномерь, Медведь по реке Киба, от посёлка Медведь до Погасино по правому берегу реки Мшага и от Погасино до Голино по левому берегу реки Шелонь. В полосе группы также имелись отсечные позиции:
- 1-я отсечная позиция из двух полос. Первая полоса проходила от деревни Малая Раковка до деревни Вычелобок по правому берегу Луги, далее до правому берегу реки Удрайка до деревни Дубцы, затем до деревни Радоли по реке Батецкая, протяжённостью по фронту в 28 километров. Вторая полоса проходила от деревень Колодно, Чёрная, до разъезда Заклинье по реке Чёрная, протяжённостью по фронту в 20 километров.
- 2-я отсечная позиция, от совхоза Муравейно до деревни Плосково по правому берегу Луги, далее до реки Оредеж, озеро Хвойлово, озеро Антоново, река Оредеж, озеро Пристань, река Рыденко и по реке Равань до Бабино, протяжённостью по фронту в 150 километров.

Участок Бабино — Кириши являлся продолжением второй отсечной позиции и проходил до Фёдоровки по реке Равань и далее по реке Тигода.
В бой части группы вступили уже 12 июля 1941 года, когда передовые отряды 41-го моторизованного корпуса прорвались в район юго-западнее Луги, на рубеж реки Плюсса. Соединения группы в течение 13-24 июля 1941 года с боями отошли на 25-30 километров по направлению к Луге, а затем к 25 июля 1941 года ещё ближе к Луге. На правом фланге группы после того, как танки противника повернули на север и 14 июля 1941 года захватили плацдармы у Большого Сабска и Ивановского, подошедшие части оперативной группы завязали бои с целью уничтожения плацдармов. Этого сделать не удалось, но дальнейшее расширение плацдармов было временно прекращено. На левом фланге группы частям 56-го моторизованного корпуса удалось подойти к позициям Лужской оперативной группы в районе западнее Шимска, где также некоторое время шли бои. К середине второй декады июля 1941 года, после контрудара советских войск под Сольцами, в котором участвовали в том числе и соединения группы положение в полосе группы стабилизировалось.
23 июля 1941 года Лужская оперативная группа, с целью оптимального управления войсками, была разделена на три участка (сначала сектора) обороны: собственно Лужский участок обороны, Кингисеппский участок обороны и Восточный участок обороны. С 25 июля 1941 года полоса обороны Лужского участка обороны начиналась севернее Луги от реки Луга в районе несколько западнее Толмачёво, и по дуге через Лесково охватывала Лугу с северо-запада, запада, юго-запада и юга, заканчиваясь на реке Луга юго-западнее города.
С 10 августа 1941 года в полосе обороны участка немецкие войска возобновили наступление. Вплоть до 23 августа 1941 года части Лужского участка ведут напряжённые бои и не дали противнику прорваться к Луге в полосе участка. Однако немецкие войска прорвали оборону советских частей севернее (выйдя к Красногвардейску) и южнее (взяв Новгород) Лужского участка обороны. Части Лужского участка обороны были вынуждена в ночь с 23 августа на 24 августа 1941 года оставить Лугу и отступать в северном направлении. 25 августа 1941 года Лужский участок обороны переименован в Южную оперативную группу. 27 августа 1941 года окружение войск оперативной группы в районе Луги завершилось, и остатки войск группы, ведя бои (пока были боеприпасы) разрозненно выходили из окружения, в основном в район Пушкина и Слуцка, но были и такие, которые выходили из окружения на восток, к реке Волхова. Бои войск группы в кольце окружения закончились только 15 сентября 1941 года, а 16 сентября 1941 года управление Южной оперативной группы было расформировано.

## Командование

### Командующие группой
- генерал-лейтенант Пядышев, Константин Павлович (до середины июля 1941);
- генерал-майор Астанин, Андрей Никитович (с середины июля 1941);

### Члены военного совета
- бригадный комиссар И.К. Степанов
- бригадный комиссар Л.В. Гаев

### Начальники штаба
- комдив Ф.П. Кауфельдт
- полковник Вербицкий

## Боевой состав
В различное время в состав группы (участка) входили:
| Стрелковые соединения и части | Стрелковые соединения и части              | Стрелковые соединения и части | Стрелковые соединения и части |
| Корпуса                       | Дивизии                                    | Бригады                       | Иные части |
| ----------------------------- | ------------------------------------------ | ----------------------------- | --- |
| 41                            | 1 народного ополчения, 111, 177, 191, 235, | не имелось                    | 1-й стрелковый полк, 260, 262, 274 пулемётно-артиллерийские батальоны, 13, 14, 15, 16 пулемётно-артиллерийские батальоны народного ополчения, стрелково-пулеметное и пехотное им. Кирова Ленинградские военные училища |

| Артиллерийские части | Артиллерийские части | Артиллерийские части                                                                | Артиллерийские части | Артиллерийские части        |  |
| Дивизии              | Бригады              | Полки                                                                               | Дивизионы            | Иные                        |  |
| -------------------- | -------------------- | ----------------------------------------------------------------------------------- | -------------------- | --------------------------- |  |
| не имелось           | не имелось           | 541 гаубичный, отдельный артиллерийский полк ПТО под командованием майора Богданова | не имелось           | Лужский бригадный район ПВО |  |

| Танковые, механизированные, самоходно-артиллерийские соединения и части | Танковые, механизированные, самоходно-артиллерийские соединения и части | Танковые, механизированные, самоходно-артиллерийские соединения и части | Танковые, механизированные, самоходно-артиллерийские соединения и части | Танковые, механизированные, самоходно-артиллерийские соединения и части |  |
| Корпуса                                                                 | Дивизии                                                                 | Полки                                                                   | Батальоны                                                               | Иные отдельные части                                                    |  |
| ----------------------------------------------------------------------- | ----------------------------------------------------------------------- | ----------------------------------------------------------------------- | ----------------------------------------------------------------------- | ----------------------------------------------------------------------- |  |
| 10                                                                      | 21, 24                                                                  | 7 мотоциклетный                                                         |                                                                         |                                                                         |  |

| Военно-воздушные силы | Военно-воздушные силы | Военно-воздушные силы | Военно-воздушные силы | Военно-воздушные силы |  |
| Корпуса               | Дивизии               | Бригады               | Полки                 | Иные отдельные части  |  |
| --------------------- | --------------------- | --------------------- | --------------------- | --------------------- |  |
| не имелось            | не имелось            | не имелось            | не имелось            | не имелось            |  |

| Инженерные, сапёрные, понтонно-мостовые и огнемётные части | Инженерные, сапёрные, понтонно-мостовые и огнемётные части | Инженерные, сапёрные, понтонно-мостовые и огнемётные части | Инженерные, сапёрные, понтонно-мостовые и огнемётные части | Инженерные, сапёрные, понтонно-мостовые и огнемётные части |  |
| Бригады                                                    | Инженерные батальоны                                       | Сапёрные батальоны                                         | Понтонно-мостовые батальоны                                | Огнемётные части                                           |  |
| ---------------------------------------------------------- | ---------------------------------------------------------- | ---------------------------------------------------------- | ---------------------------------------------------------- | ---------------------------------------------------------- |  |
| не имелось                                                 | 34-й отдельный моторизованный инженерный батальон          | 259                                                        | 24-й отдельный понтонно-мостовой батальон                  |                                                            |  |

### Помесячный боевой состав группы
| Помесячный боевой состав группы  | Помесячный боевой состав группы                                                                                | Помесячный боевой состав группы                        | Помесячный боевой состав группы        | Помесячный боевой состав группы | Помесячный боевой состав группы | Помесячный боевой состав группы |
| Дата (в составе фронта)          | Стрелковые и кавалерийские соединения                                                                          | Артиллерийские и миномётные соединения                 | Танковые и механизированные соединения | Авиация                         | Инженерные и сапёрные части     | Огнемётные части                |
| -------------------------------- | --- | ------------------------------------------------------ | -------------------------------------- | ------------------------------- | ------------------------------- | ------------------------------- |
| 10.07.1941 (Северный фронт)      | 177, 191 сд, 1 сд НО, 13, 14, 15, 16 опаб НО, стрелково-пулеметное и пехотное им. Кирова Ленинградские училица | Лужский бригадный район ПВО                            | 10 мк (24 тд, 7 мцп), 21 тд            | -                               | 34 оиб                          | -                               |
| 01.08.1941 (Северный фронт)      | 41 ск (111, 177, 235 сд), 1 сп (3 сд НО), 260, 262 опаб                                                        | 541 гап РГК; Лужский бригадный район ПВО               | 24 тд                                  | -                               | 259 осб                         | -                               |
| 01.09.1941 (Ленинградский фронт) | 41 ск (111, 177, 235 сд), 1 сп (3 сд НО), 260, 262, 274 опаб                                                   | ап ПТО (майора Богданова); Лужский бригадный район ПВО | 24 тд                                  | -                               | 24 пмб, 259 осб                 | -                               |